# تپه قوش‌گلی
تپه قوش گلی مربوط به هزاره اول قبل از میلاد - دوره اشکانیان - دوره ساسانیان است و در شهرستان میانه، بخش کندوان، دهستان گرمه شمالی، ۷۰۰ متری جنوب روستای سوطی واقع شده و این اثر در تاریخ ۲۷ اسفند ۱۳۸۷ با شمارهٔ ثبت ۲۶۴۳۶ به‌عنوان یکی از آثار ملی ایران به ثبت رسیده‌است.